# Greve Orgaz begravning
Greve Orgaz begravning (originaltitel: El entierro del señor de Orgaz, populärt kallad El entierro del Conde Orgaz) är en målning av El Greco. Den målades cirka 1586 för Santo Tomé-kyrkan i Spaniens förutvarande huvudstad Toledo. Målningen är nästan 5 meter hög och drygt 3,5 meter bred och full med både jordiska och himmelska gestalter.

## Utformning och innehåll
Målningen är stor och rik på både figurer och färger. Den är utförd för att hänga i en kyrka och presenterar en nyligen avliden man samt en mängd jordiska och himmelska gestalter.

### Detaljer
- Himmelrikets nycklar. S:t Petrus håller nycklarna till himmelrikets portar, som har öppnats för att släppa in den fromme greve Orgaz.
- Jungfrumodern. Maria sitter till höger om den strålande Jesus; hon böjer sig ner för att ta emot grevens själ.

Typiskt för El Grecos arbete är kontrasten mellan den intensiva och vibrerande rörelsen i den övre, himmelska delen av målningen och den allvarsamma och statiska nedre, jordiska delen.
- Musikanter. Himmelska musiker sitter bland de opalskimrande molnen. De egendomliga formerna i El Grecos moln är typiska för konstnärens mogna stil.
- Ängel. En ängel svingar sig upp mot himlen på vingar som är så realistiska att de måste ha haft verkliga fågelvingar som förebild.
- El Greco. Det har föreslagits att figuren som tittar ut ur tavlan är konstnären själv, som har placerat sig i raden av åskådare.
- Tänkande munk. Lägg märke till hur munken speglar hållningen hos prästen som läser ur Bibeln på den motsatta sidan av tavlan.
- S:t Stefan. Gestalten som stöder grevens fötter är S:t Stefan (död 35 e.Kr.)
- Konstnärens son. Barnet i förgrunden är den ende, förutom det förmodade porträttet av El Greco själv som tittar rakt på oss från tavlan. Pojken är konstnärens son Jorge. Hans födelseår, 1578, finns på näsduken som sticker fram ur fickan.
- S:t Stefans martyrdöd. S:t Stefan var den förste kristne martyren. I Den vackert guldfärgade dräkten finns ett fält som visar hans martyrdöd. Han stenades till döds.
- Viloplatsen. Greve Orgaz betalade för ombyggnaden av kyrkan Santo Tomé och efter sin död 1323 begravdes han i ett av dess kapell.
- S:t Augustinus. S:t Augustinus (354-430) bär en vacker mantel med bilder av helgonen. Han känns igen på biskopsmössan; han var en religiös ivrare och den tidiga kyrkans store teolog.
- Kung Filip II. I det himmelska sällskapet sitter kung Filip II av Spanien. Hans vision var att skapa ett enat katolskt Europa under spansk ledning, men den ambitionen visade sig orealistisk. Två år innan denna målning beställdes hade han skickat sin armada på en katastrofal expedition mot den protestantiska drottning Elisabeth I av England.
- Johannes Döparen. På Jesus vänstra sida ses den nästan nakne Johannes Döparen som med stora gester vädjar för greven. Johannes Döparens nästan genomskinliga hud tycks vara gjord av samma material som molnen.
- Krucifix. Krucifixet bildar en länk mellan händelserna på jorden och de hänryckande scenerna i himlen. Det påminner oss om Jesu korsfästelse, som möjliggör den döde grevens frälsning.
- En fris av ansikten. En av de mest anslående egenskaperna i den här målningen är raden av ansikten som skiljer den jordiska begravningsscenen från himlen ovanför. Många av den tidens mest kända spanjorer finns med i raden, och målningen bör ha gjort ett mycket starkt intryck på församlingsborna i Santo Tomé.
- Andres Núñez. Prästen i den genomskinliga mässkjortan förmodas vara Andres Núñez, Santo Tomés församlingspräst som beställde målningen. Han vann en rättegång mot greve Orgaz ättlingar som vägrade betala de pengar som greven hade testamenterat till kyrkan. Detta arbete beställdes för att fira prästens domstolsseger.
- Greve Orgaz själ. En ängel med gyllene hår bär grevens själ, en ande i ett barns skepnad. Jungfru Maria och Johannes vädjar för greven hos Jesus, som sitter till doms.
- Grevens rustning. Toledo var känt för sitt hantverk när det gällde vapen och rustningar, och greve Orgaz rustning är ett typiskt konsthantverk från El Grecos tid. Realismen i de världsliga figurerna står i kontrast till de förvrängda former och fräna färger som speglar de himmelska gestalterna.

## Bakgrund

### Konstnären
El Greco är en konstnär man vet förvånansvärt lite om. Han fick dock sitt namn – Greken – på grund av sitt grekiska ursprung; hans egentliga namn var Doménikos Theotokópoulos. Det märkliga konstverket är en stor målning, målad 1586 till minne av begravningen av greve Orgaz, som avled 250 år tidigare. Det sägs att när greven skulle gravsättas inträffade ett mirakel, där två helgon sändes ner från himlen och placerade hans kropp i graven.
Målningen beställdes av kyrkan Santo Tomé i Toledo, Spaniens förutvarande huvudstad. Där hänger den än idag, i ett litet sidokapell över grevens grav. El Greco, som var mycket uppskattad under sin livstid, fick sedan dåligt rykte som tekniskt omogen och mentalt instabil, tills han återupptäcktes på 1900-talet av avantgardistiska konstnärer som Picasso.

### Tidsepoken
Under hela 1500-talet befann sig Spanien i den anda av intensivt missionsnit som utmärkte motreformationen. Den katolska kyrkan försökte återupprätta den auktoritet som underminerats av protestantiska reformatörer i Nordeuropa. Den spanska inkvisitionen som kontrollerades av den spanska monarkin torterade och avrättade många av dem som misstänktes ha förlorat tron på katolska kyrkan.
El Greco var hängiven katolik. Hans tro var dock av ett intensivt och personligt slag och anpassade sig inte efter den konventionella och utåtriktade inställning som förespråkades av motreformationen. 